# Filep Gyula (mérnök)
Filep Gyula (Debrecen, 1934. szeptember 20. –) magyar mérnök, több szolgálati találmány szerzője.

## Életpályája
Kutatómérnök, a kohászat és tűzállóanyag-ipar országosan ismert és elismert szakembere. Az Ózdi Kohászati Üzemekben dolgozott, mielőtt nyugállományba vonult. Több szolgálati találmány társfeltalálója. A rendszerváltozás után a Borsod-Abaúj-Zemplén megyei Közgyűlés tanácsnoka illetve Ózd Város Önkormányzatának alpolgármestere volt. Az  Ózdi Kohászati Üzemek leállásával  megszűnt 14 ezer munkahely. Filep Gyula a 2001 végén megszűnt Ózdi foglalkoztatási Közalapítvány kuratóriumának elnökeként is új munkahelyek megteremtésén dolgozott.
Irodalmi tevékenység: Kétszólamban (1998), Alkony előtt (2015) verseskötetek. Néma fájdalom (2020) kisregény.

## Díjai, elismerései
- Ózd város díszpolgára (2001)
- Kiváló újító – Arany fokozat
- Kiváló feltaláló – Arany fokozat
- Alkotói Nívódíj (1987)